# Germanii din Kazahstan
Germanii din Kazahstan reprezintă o minoritate etnică în statul kazah, constituind doar un mic procent din populația totală. Astăzi aceștia trăiesc în partea nord-estică a țării, între orașele Astana și Oskemen, majoritatea fiind stabiliți în așezările urbane. În momentul destrămării URSS ei numărau aproape un milion de persoane, dar majoritatea au emigrat de atunci în Germania sau Rusia.

## Istorie
O mare parte a acestora sunt descendenții germanilor de pe Volga, care au fost deportați din Republica Socialistă Sovietică Autonomă Germană Volga în RSS Kazahă la puțin timp după invazia nazistă în timpul celui de-Al Doilea Război Mondial. Mulți membri ai comunității au fost atunci închiși în gulag.
Ca și celelalte minorități persecutate, după deportare germanii de pe Volga au fost supuși procesului de rusificare și asimilare culturală. Astfel, au fost interzise folosirea limbii germane în public, inclusiv în educație, petrecerea sărbătorilor etnice germane și strămutarea în alte regiuni ale Uniunii Sovietice.
Aceste măsuri au fost întreprinse de Iosif Stalin în pofida faptului că germanii de pe Volga nu aveau nicio relație cu Germania nazistă și timp de secole au fost cetățeni loiali ai Imperiului Țarist și ai Uniunii Sovietice. Restricțiile culturale au fost anulate în perioada ”dezghețului hrușciovist”, dar în continuare nu era permisă întoarcerea deportaților în ținuturile lor natale din Ucraina și de pe Volga.
În 1972 peste 3.500 de germani sovietici au trimis o petiție autorităților centrale din Moscova prin care solicitau crearea din nou a unei republici autonome pe Volga. Guvernul a organizat o comisie ad-hoc pentru analizarea acestei probleme. Comisia a acceptat în 1976 formarea unui oblast autonom în nordul Kazahstanului, cu centrul administrativ la Ereimantau, la 140 km depărtare de Țelinograd (actualul Astana). Districtul urma să fie amplasat pe ”câmpurile virgine”, în cadrul cărora deja erau valorificate 41,8 milioane de hectare de terenuri agricole, dar care era în continuare una dintre regiunile cele mai slab dezvoltate din RSS Kazahă. Succesul politicii agricole a lui Hrușciov în zonă s-a datorat anume muncii etnicilor germani exilați acolo. Această propunere a guvernului a creat mari nemulțumiri în rândul rezidenților din Kazahstan, fiind organizat chiar și un protest public, o raritate în Uniunea Sovietică; au fost exploatate toate căile pentru a ține această demonstrație în secret. Liderii locali ai Partidului Comunist de asemenea s-au opus proiectului, considerând că le-ar fi subminat autoritatea în RSS Kazahă. Până la urmă ideea nu a fost realizată. Ea nu s-a bucurat nici măcar de sprijinul minorității germane care credeau că numai reconstituirea Republicii Volga putea să le restabilească pe deplin drepturile.
Potrivit recensământului din 1989, în Kazahstan trăiau mai mulți germani decât în toată Rusia, inclusiv Siberia - 957.518 locuitori (sau 5,8% din populația RSS Kazahă) versus 841.295 locuitori.
După destrămarea Uniunii Sovietice, germanii de pe Volga și descendenții lor aveau posibilitatea să imigreze în Germania datorită legii germane a dreptului de întoarcere, care permitea etnicilor germani de peste hotare supuși deportărilor forțate să se întoarcă în țară. Repatrierea a fost stopată la începutul sec. XXI din cauza abuzului răspândit al sistemului și reticența nou-veniților de a se integra în comunitatea locală. Deja în 2009, Rusia a luat locul Germaniei ca principală destinație a migranților germani din Kazahstan. În 1999 au mai rămas doar 353.441 de germani în țară, iar în 2015 numărul lor s-a redus până la 181.958.
În ultimul timp un număr mic de germani s-au întors în Kazahstan din Germania, nereușind să se asimileze în sfera culturală germană. Organizația ”Renașterea”, fondată în 1989, gestionează problemele culturale și comunitare ale minorității etnice.
Majoritatea germanilor din Kazahstan vorbesc numai în rusă. Tradițional, ei au fost adepți ai protestantismului, dar puțini mai practică credința, majoritatea fiind nereligioși. Există de asemenea o minoritate romano-catolică, din rândurile căreia provine Joseph Werth⁠(en)[traduceți], care a fost în 1984 primul preot catolic din partea asiatică a URSS hirotonit după cel de-al doilea război mondial.
Cele mai însemnate concentrări de germani se găsesc în regiunile nordice ale țării, de exemplu în districtele (kazahă: audandar) Uspen (11,19%), Taran (10,14%) și Boroduliha (11,40%).

## Demografie
| An   | Populație | Nou-născuți | Decese | Spor natural | Rata natalității (per 1000) | Rata mortalității (per 1000) | Spor natural (per 1000) | Rata migrației nete |
| ---- | --------- | ----------- | ------ | ------------ | --------------------------- | ---------------------------- | ----------------------- | ------------------- |
| 2010 | 179,398   | 4 573       | 2 469  | 2 104        | 25.5                        | 13.8                         | 11.7                    | -1,111              |
| 2011 | 180,376   | 4 405       | 2 481  | 1 924        | 24.4                        | 13.8                         | 10.6                    | -1,465              |
| 2012 | 180,832   | 4 380       | 2 405  | 1 975        | 24.2                        | 13.3                         | 10.9                    | -1,484              |
| 2013 | 181,348   | 4 319       | 2 213  | 2 106        | 23.8                        | 12.2                         | 11.6                    | -1,468              |
| 2014 | 181,928   | 4 241       | 2 110  | 2 131        | 23.3                        | 11.6                         | 11.7                    | -2,101              |
| 2015 | 181,958   |             |        |              |                             |                              |                         |                     |